# Celerena connexa
Celerena connexa là một loài bướm đêm trong họ Geometridae.